# Telmatobius culeus
Telmatobius culeus é uma espécie de rã da família Leptodactylidae, popularmente conhecida como rã-do-titicaca, ou rã escroto e é encontrada somente no lago Titicaca. É conhecida pelo hábito aquático e por suas quantidades excessivas de pele. Este excesso de pele é usado para ajudar a rã a respirar na alta altitude de que reside.
No princípio dos anos 70, uma expedição conduzida por Jacques-Yves Cousteau, reportou rãs com até 50 cm de comprimento, com indivíduos pesando um quilograma, fazendo destas rãs as maiores no mundo.